# Serra Azul (ort)
Serra Azul är en ort i Brasilien.   Den ligger i kommunen Serra Azul och delstaten São Paulo, i den sydöstra delen av landet, 600 km söder om huvudstaden Brasília. Serra Azul ligger 611 meter över havet och antalet invånare är 11 259.
Terrängen runt Serra Azul är platt åt sydost, men åt nordväst är den kuperad. Terrängen runt Serra Azul sluttar österut. Närmaste större samhälle är Serrana, 11,5 km norr om Serra Azul.
Omgivningarna runt Serra Azul är en mosaik av jordbruksmark och naturlig växtlighet. Runt Serra Azul är det ganska glesbefolkat, med 28 invånare per kvadratkilometer.